# Pieter Wouwerman
Jan Wouwerman (Haarlem, 13 de setembre de 1623 - Amsterdam, 9 de maig de 1682) va ser un pintor neerlandès. Especialitzat en la pintura de paisatge.

## Biografia
Segons Arnold Houbraken, biògraf dels artistes de l'Edat d'Or neerlandesa, Pieter Wouwerman era el germà dels pintors Jan i Philips Wouwerman, i que igual que el seu germà gran, es guanyava la vida venent paisatges italianitzants a la manera de Pieter van Laer. Houbraken va esmentar una història en la qual Philips Wouwerman va cremar els seus quaderns de dibuix abans de la seva mort, perquè el seu germà Pieter no pogués utilitzar-los en el seu nom. Houbraken afirma que la història era rumors maliciosos, però que havia escoltat una altra història que segurament era més a prop de la veritat. Pel que sembla, quan Pieter van Laer va tornar a Haarlem, el seu art se'n valorava menys que el que va rebre estant a Roma, però no va voler abaixar el seu preu. Quan un paisatge que va realitzar Laer va ser considerat massa car, el comprador es va contractar els joves Wouwermans per copiar-ho, el que va fer força bé. L'èxit d'aquesta transacció va llançar la carrera dels joves germans a compte de Pieter van Laer, i Houbraken va sentir dir que allò que va obligar a Philips Wouwerman cremar els dibuixos era la prova de totes les seves còpies abans de morir.

## Galeria

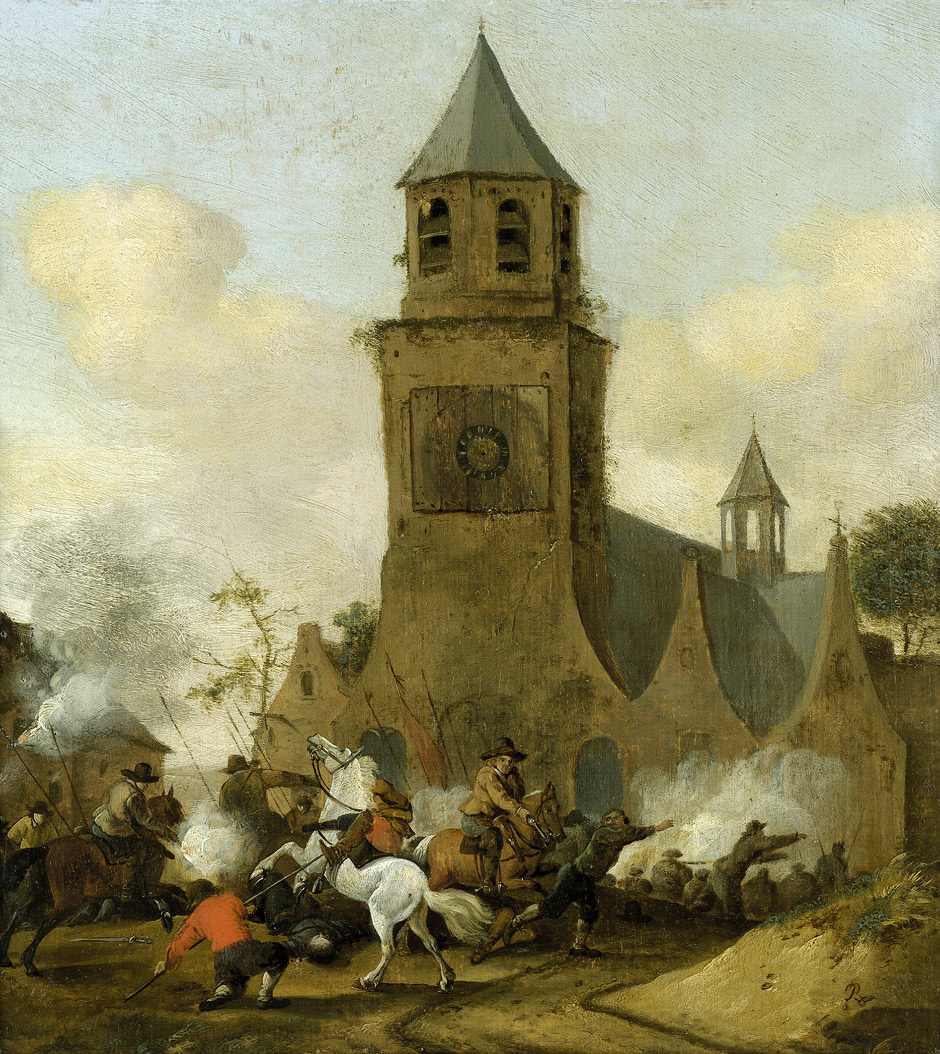
Església
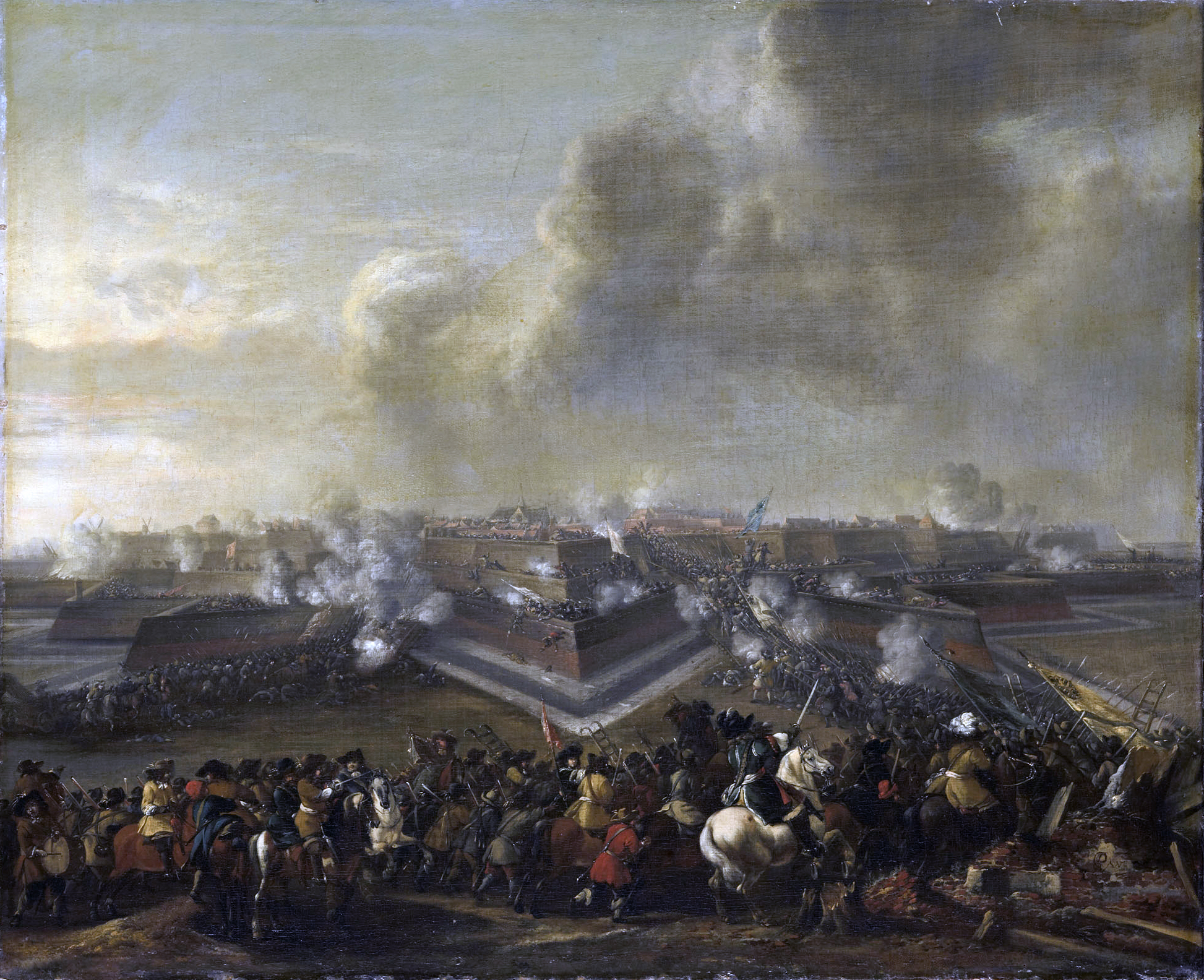
La presa de Coevorden, 30 desembre 1672
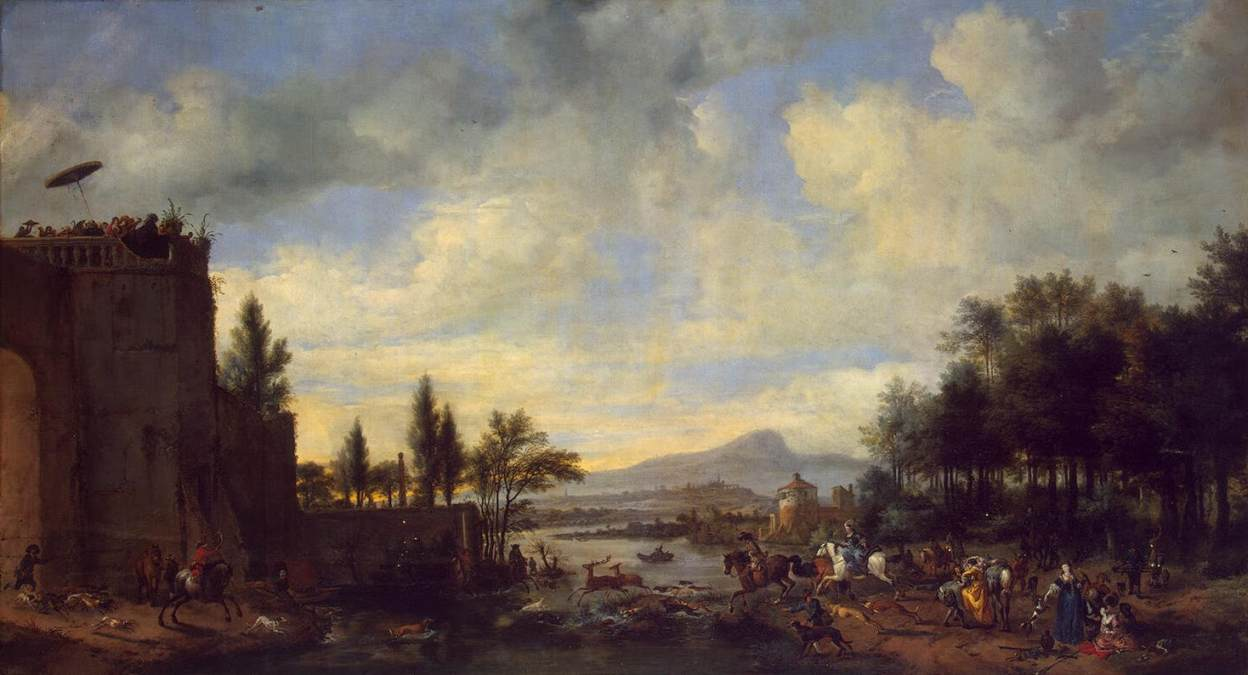
Caça dels cérvols
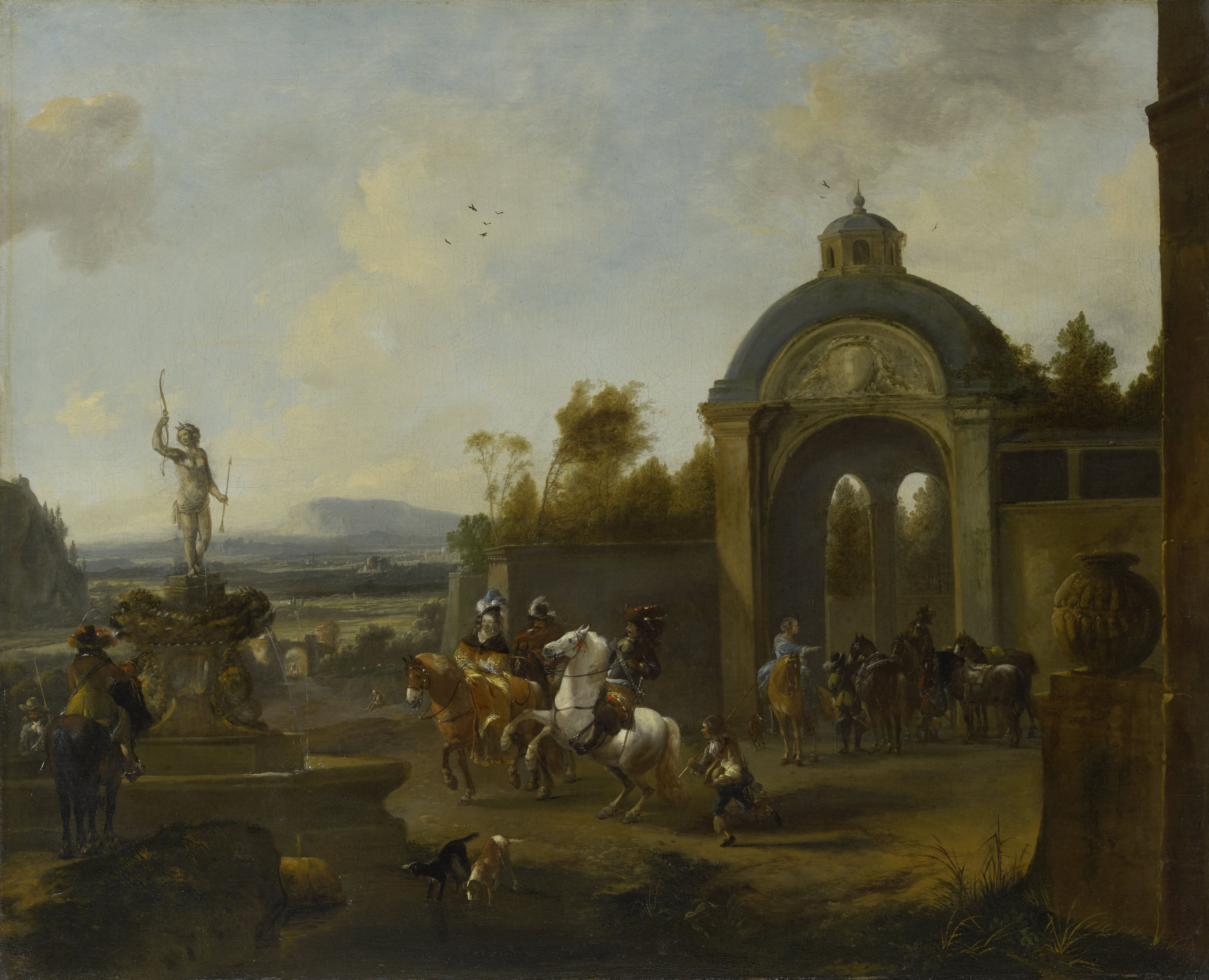
Partida de caça davant d'una font